# Film niemy

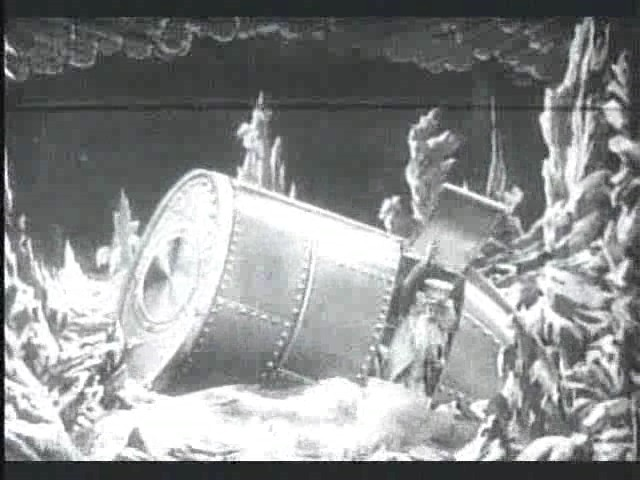
Kadr z filmu Podróż na księżyc Georges'a Méliès'a (1902)

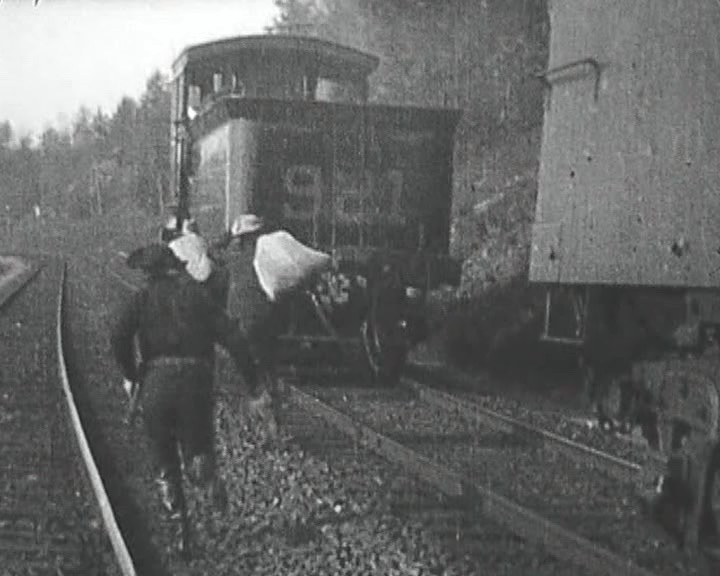
Kadr z filmu Napad na ekspres Edwina S. Portera, 1903

Film niemy – film, któremu nie towarzyszy nagrana ścieżka dźwiękowa.

## Historia filmu niemego
Kręcenie filmów stało się możliwe, gdy Thomas Alva Edison wynalazł kinetoskop. Wynalazek ten po raz pierwszy wystawiono publicznie w Nowym Jorku w 1894 roku. Rok później bracia August i Louis Lumière wynaleźli kinematograf, który wyświetlał obrazy na ekranie. 17 metrów taśmy starczyło na nakręcenie ok. 50-sekundowego filmu. Pierwszy pokaz filmowy odbył się 28 grudnia 1895 roku – wystawiane filmy to dwuminutowy obraz pt. Wyjście robotników z fabryki oraz Wjazd pociągu na stację w La Ciotat. Wynalazek braci Lumière szybko znalazł wielu zwolenników.
Na początku XX wieku zaczęto tworzyć filmy opowiadające jakieś historie, nie zaś tylko odtwarzające realne wydarzenia. Pionierem takich filmów był Georges Méliès, autor Podróży na księżyc z 1902 roku. Méliès wykorzystał po raz pierwszy triki i efekty specjalne. Pierwszy film nakręcony w plenerze to Napad na ekspres z 1903 roku, autorstwa Edwina S. Portera.
Do roku 1910 istniały już tysiące sal kinowych w Ameryce i Europie, a w 1912 roku nakręcono pierwsze filmy pełnometrażowe.
Filmy nieme opierały się na wyrazistej grze aktorskiej. Wprawdzie  filmy były nieme, ale w sali kinowej znaleźli się taperzy, czyli artyści grający muzykę na żywo, obserwując reakcję widzów. Mieli oni utrudnione zadanie, ponieważ byli odwróceni tyłem do ekranu i nie wiedzieli, jaka scena odgrywa się w danej chwili za ich plecami. Często więc grali muzykę nieadekwatną do chwili. W większych, luksusowych kinach grały orkiestry.
W roku 1927 odbył się pierwszy w historii pokaz filmu dźwiękowego – 6 października 1927 roku pokazano film braci Warnerów Śpiewak jazzbandu, w którym udźwiękowiono część dialogów, a także można było usłyszeć piosenki tytułowego śpiewaka.
Przejście od ery kina niemego do dźwiękowego żartobliwie przedstawia komedia Deszczowa piosenka.